# Internacional (política)
|  | No s'ha de confondre amb Internacionalisme. |

El terme internacional és concepte polític que fa referència als afers que sorgeixen de la interacció entre més d'una nació o a la construcció d'una estructura institucional o agrupació formada per socis de dos o més estats. Sovint també es fa servir la paraula internacional amb el significat de "fora del país" com, per exemple, quan a un periòdic es parla de notícies internacionals.
El terme global és comunament utilitzat com un sinònim de internacional, però aquest ús sol ser incorrecte, ja que global implica "un món" com una sola unitat, mentre que internacional reconeix els diferents pobles, cultures, llengües, nacions, fronteres, les economies i els ecosistemes existents.